# Jistebník (stacja kolejowa)
Jistebník – stacja kolejowa w Jistebníku, w kraju morawsko-śląskim, w Czechach. Znajduje się na wysokości 230 m n.p.m. i leży na linii kolejowej nr 270.